# Korstecknad svampbagge
Korstecknad svampbagge (Mycetina cruciata) är en skalbaggsart som först beskrevs av Johann Gottlieb Schaller 1783.  Korstecknad svampbagge ingår i släktet Mycetina, och familjen svampbaggar. Arten är reproducerande i Sverige.